# Latacunga
Latacunga est une ville d'Équateur et la capitale de la province de Cotopaxi. Elle est située à 84 km au sud de Quito. Sa population s'élevait à 57 127 habitants en 2001. Elle a pris son indépendance politique de l'Espagne le 11 novembre 1820.

## Tourisme
La ville est surtout connue pour être le point de départ de nombreuses randonnées. Latacunga a notamment l'avantage d'être la ville la plus proche de la lagune de Quilotoa. On y part aussi visiter le marché de Saquisili, ou bien sûr escalader le volcan Cotopaxi (5 897 m). Le volcan Quilotoa se situe à une trentaine de kilomètres à l'ouest de la ville.
Latacunga est le siège du festival de la Mama Negra.

## Économie
La ville compte une cimenterie du groupe suisse Holcim.